# Centro Cultural Torre del Reloj
El Centro Cultural Torre del Reloj es un centro cultural ubicado en la ciudad de Cúcuta, Colombia. Alberga las oficinas de la Secretaría de Cultura de Norte de Santander y fue declarado monumento nacional el 25 de agosto de 2003.

## Historia
A principios del siglo XX, en la Calle 13 entre Avenida 3 y 4 se edificó una casa habitación hecha de bahareque, madera y tejas con su correspondiente solar encerrado de tapias. Propiedad de Rafael Colmenares de Jácome, quien la vendió en 1923 a la Sociedad Anónima Eléctricas del Norte para la sede de sus oficinas.
El gerente de la época Andrés Fernández gallo, contrató al maestro Crisanto Ramírez para la construcción de la torre, después de viajar a Europa en 1930. Posteriormente importó el reloj de Italia para ser colocado en lo alto de la misma. La sociedad fue liquidada el 9 de noviembre de 1948 y los derechos y sus bienes pasaron a ser propiedad de las Empresas Municipales de Cúcuta.

### Casa de la Cultura
A raíz de los 50 años de fundación del departamento Norte de Santander se gestó la creación de una Casa de la Cultura para Cúcuta. En 1961, la entidad cultural empezó a funcionar, con fecha de inauguración oficial el 24 de febrero de 1962, con motivo de la visita del entonces presidente de la República, Alberto Lleras Camargo.

### Cierre
En 1967, se trasladó la Escuela de Artes Plásticas a la sede del Conservatorio de Música de Cúcuta (que posteriormente pasó a llamarse Instituto de Bellas Artes y que hoy es el CREAD de la Universidad de Pamplona en Cúcuta, en frente del Estadio General Santander), y la casa tuvo que cerrar.

### Reapertura
En 1971, se decidió destinar de “forma irrevocable para fines culturales”. Desde entonces, la Casa de la Cultura se convirtió en centro cultural, galería de arte moderno con exposiciones temporales, museo de arte, sala de conferencias y cursos de extensión cultural. Actualmente es sede de la Secretaría de Cultura de Norte de Santander.

## Descripción
... construcción que se compone en su mayor parte de un solo piso, paredes de ladrillo de 50 cm de ancho, con pañetes de cal y arenilla, pisos en partes de baldosín, otras de madera, otras de ladrillo cuartón, techos, varas de madera redonda cubiertas con teja de barro. En unos 30 metros cuadrados de dicho terreno y en el centro de la fachada sobre la Calle 13, este edificio tiene una torre construida de madera y revestida de zinc, la cual no tiene ningún acceso, sino usando una escalera de madera..
Jean Jacques Pahud, 7 de junio de 1952